# Новониколаевское сельское поселение (Томская область)
Новоникола́евское се́льское поселе́ние — муниципальное образование в Асиновском районе Томской области Российской Федерации.
Административный центр — село Новониколаевка.

## История
Статус и границы сельского поселения установлены Законом Томской области от 9 сентября 2004 года № 193-ОЗ «О наделении статусом муниципального района, поселения (городского, сельского) и установлении границ муниципальных образований на территории Асиновского района»

## Население
| 2002  | 2010  | 2012  | 2013  | 2014  | 2015  | 2016  |
| ----- | ----- | ----- | ----- | ----- | ----- | ----- |
| 1930  | ↗2537 | ↘2451 | ↘2394 | ↘2331 | ↘2261 | ↘2223 |
| 2017  | 2018  | 2019  | 2020  | 2021  |       |       |
| ↘2181 | ↘2139 | ↘2099 | ↘2041 | ↘1892 |       |       |

## Состав сельского поселения
| №  | Населённый пункт | Тип населённого пункта       | Население |
| -- | ---------------- | ---------------------------- | --------- |
| 1  | Большой Кордон   | посёлок                      | ↘232      |
| 2  | Гарь             | деревня                      | ↘165      |
| 3  | Караколь         | деревня                      | ↘45       |
| 4  | Комаровка        | деревня                      | ↗2        |
| 5  | Копыловка        | село                         | ↘64       |
| 6  | Минаевка         | село                         | ↘537      |
| 7  | Михайловка       | деревня                      | ↘61       |
| 8  | Новониколаевка   | село, административный центр | ↗769      |
| 9  | Осколково        | посёлок                      | ↘0        |
| 10 | Отрадный         | посёлок                      | ↘17       |